# Maurice Tebbel
Maurice Tebbel (23 de abril de 1994) es un jinete alemán que compite en la modalidad de salto ecuestre. Es hijo del jinete René Tebbel.
Ganó una medalla de bronce en el Campeonato Mundial de Saltos Ecuestres de 2018, en la prueba por equipos.

## Palmarés internacional
| Campeonato Mundial | Campeonato Mundial     | Campeonato Mundial | Campeonato Mundial |
| Año                | Lugar                  | Medalla            | Categoría          |
| ------------------ | ---------------------- | ------------------ | ------------------ |
| 2018               | Tryon (Estados Unidos) | Medalla de bronce  | Por equipos        |